# Scooby Doo podbija Hollywood
Scooby Doo podbija Hollywood (ang. Scooby-Doo Goes Hollywood) – film animowany z roku 1979, pierwszy na podstawie serii Scooby Doo.
Film emitowany obecnie na kanale Boomerang w Kinie Boomerang, dawniej był również emitowany przez Cartoon Network w Kinie CN.

## Fabuła
Scooby i Kudłaty po nakręceniu kolejnego odcinka swego serialu mają dosyć ciągłej powtarzalności i pragną zostać wielkimi gwiazdami z dużymi zarobkami. W tym celu jadą do siedziby OTV, by omówić warunki nowych ról. Po reakcjach personelu obaj zdają sprawę, że Scooby jest dość popularny. W końcu spotykają się z prezesem OTV, który zachwala talent komediowy psa.
Kudłaty przedstawia się prezesowi jako impresario Scooby’ego i mówi mu, że ten chce grać poważne role, nie śmiesznego i tchórzliwego psa. W tym celu pokazany zostaje film Jak Scooby zdobywał Dziki Zachód, gdzie Scooby i Kudłaty grają szeryfa i jego zastępcę na Dzikim Zachodzie, gdzie ścigają zbira Jesse’ego Rottena. Prezes uważa film za żart i utwierdza się, że Scooby ma talent komediowy. Kudłaty i Scooby niezadowoleni z tego, że ich intencje zostały źle zinterpretowane, myślą jak przekonać prezesa, że mówią poważnie.
W końcu Scooby oznajmia, że chce odejść z serialu ku szokowi Velmy, Freda i Daphne. Przyjaciele protestują przeciw temu, jednak Kudłaty mówi im, że Scooby chce zmienić swój wizerunek i rozszerzyć swój repertuar aktorski. Kudłaty i Scooby umawiają się z tancerką Labrown na hali wrotkowej, by nakręcić kolejny pilot filmu, tym razem zatytułowanego Labrown i Scooby, opowiadającego o mistrzostwach świata w jeździe figurowej na wrotkach. Kręcenie sceny kończy się katastrofą, co według Velmy, Freda i Daphne nie zmieni wizerunku Scooby’ego.
Niezrażeni tym Kudłaty i Scooby pokazują prezesowi OTV nagranie z film. Ten nie może uwierzyć, że film jest na poważnie. I jakby było tego mało został nakręcony pilot do serialu Scooby Dzień, którego akcja dzieje się w latach 50. na Środkowym Zachodzie. Załamany prezes proponuje powrót Scooby’emu do swego serialu, jednak Kudłaty pokazuje mu kontrakt gwarantujący zróżnicowanie ról.
Kudłaty trenuje Scooby’ego do zachowywania się jak rasowy gwiazdor filmowy, by odwiedzić Top Hat, ekskluzywną restaurację dla gwiazd filmowych. Niestety, Scooby zachowuje brak manier przy stole i zostaje wyrzucony. Incydent zostaje odnotowany w gazetach. Chcąc uniknąć kolejnej gafy, Kudłaty dodatkowo instruuje Scooby’ego podczas odwiedzin hotelu pełnego producentów filmowych. Jednak i tam nic nie idzie po ich myśli. Dowiadujący się o tym z gazet Fred, Daphne i Velma żałują Scooby’ego. Wspominają jak oni i Kudłaty kupili Scooby’ego w sklepie zoologicznym jako szczeniaka oraz jego pierwsze urodziny. Zastanawiają się, jak przekonać Scooby’ego do powrotu.
Tymczasem Kudłaty pociesza Scooby’ego zasmuconego ciągłymi niepowodzeniami. Zatrzymują się przy Grauman’s Chinese Theatre i wyobrażają jak udają się uroczystą premierę filmu Super Scooby oraz musicalu Dźwięki Scooby’ego. Gdy Kudłaty chce wykonać telefon do prezesa, Scooby robi odciski swych łap w betonie wzorem innych gwiazd. Okazuje się, że zorganizował casting dla psów na zastępcę Scooby’ego. Rozbawieni tym Kudłaty i Scooby jadą do studia. Nie wiedzą jednak, że to przynęta mająca skłonić Scooby’ego do powrotu do serialu. Scooby i Kudłaty ukradkiem naśmiewają się z fatalnej gry aktorskiej kandydatów, jednak rzedną im miny, gdy zostaje znaleziony zastępca. Plan nie wypala, gdyż Scooby chce bardziej osiągnąć wyższy status w Hollywood. Zaskoczonemu prezesowi OTV zostaje przedstawiony kolejna próbka – tym razem Scooby i Cherie, program telewizyjny we współpracy światowej sławy aktorką i piosenkarką Cherie. Załamanemu prezesowi pokazany zostaje kolejny film Statek miłości, gdzie Scooby jest kapitanem wycieczkowca.
Scooby i Kudłaty swe plany odejścia z małego ekranu na rzecz filmów fabularnych ogłaszają w programie talk-show Johnny’ego Carlsona. Informacja bulwersuje dzieci będące fanami serialu Scooby’ego Doo. Scooby i Kudłaty pokazują zasmuconemu prezesowi Aniołki Scooby’ego, gdzie Scooby wraz z Aniołkami rozwiązuje kryminalne sprawy. Nagle Scooby rozkazuje zatrzymać projektor, z czym się zgadza prezes. Scooby pyta się o opinię prezesa – ten stwierdza, że powinien wrócić do swego serialu. Gdy Kudłaty mówi, że obaj chcą zostać wielkimi gwiazdami, prezes mówi mu, że obaj już są gwiazdami i pokazuje im tłumy wielbicieli. Scooby decyduje się wrócić do dawnej kariery. Gdy prezes OTV chce odpocząć po wszystkim, nagle przybywa Kudłaty wciąż chętny większej kariery. Jednak Kudłaty zostaje wyrzucony z siedziby OTV i związany w taśmie filmowej goni za Wehikułem Tajemnic odjeżdżającym w stronę zachodzącego słońca.

## Obsada głosowa
- Don Messick – Scooby Doo
- Casey Kasem – Kudłaty
- Rip Taylor – C.J.
- Patricia Stevens – Velma
- Frank Welker – 
  - Fred,
  - Groovie
- Heather North – 
  - Daphne,
  - Lucy Lane
- Stan Jones – 
  - reżyser telewizyjny,
  - jeden z gości w Top Hat,
  - szkocki terrier
- Pat Fraley – 
  - ochroniarz
  - narrator filmów Scooby’ego,
  - chłopiec,
- Michael Bell –
  - Jesse Rotten,
  - Jackie Carlson
- Joan Gerber – 
  - Labrown,
  - jedna z kobiet grających w filmach Scooby’ego,
  - kelnerka
- Marilyn Schreffler – 
  - Cherie,
  - dziewczynka,
  - recepcjonistka

## Wersja polska
Wersja polska: Master Film

Reżyseria: Romuald Drobaczyński

Dialogi: Joanna Klimkiewicz

Dźwięk: Stanisław Uszyński

Montaż: Krzysztof Gurszyński

Teksty piosenek: Andrzej Brzeski

Śpiewali: Arkadiusz Jakubik, Ludmiła Warzecha oraz Piotr Gogol, Adam Krylik, Małgorzata Olszewska i Monika Wierzbicka

Opracowanie muzyczne: Eugeniusz Majchrzak

Kierownictwo produkcji: Anna Rybicka

Wystąpili:
- Ryszard Olesiński – Scooby Doo
- Jacek Bończyk – Kudłaty
- Ryszard Nawrocki – prezes OTV
- Agata Gawrońska –
  - Velma,
  - recepcjonistka,
  - asystentka prezesa,
  - girl hotelowa,
  - jedna z dziewczyn w filmie Scooby’ego,
  - chłopiec,
  - Aniołek Scooby’ego #2
- Jacek Kopczyński – Fred
- Beata Jankowska –
  - Daphne,
  - kelnerka w Scooby Dzień,
  - Aniołek Scooby’ego #1
- Małgorzata Drozd – 
  - Labrown,
  - gościna w Top Hat,
  - Lucy Lane
- Joanna Borer – 
  - pracownica OTV,
  - Jedna z dziewczyn w filmach Scooby’ego,
  - Cherie,
  - fanka Scooby’ego,
  - Aniołek Scooby’ego #3
- Wojciech Paszkowski –
  - reżyser telewizyjny,
  - ochroniarz,
  - pracownicy prezesa OTV,
  - szkocki terier,
  - muzyk,
  - pilot samolotu w Aniołkach Scooby’ego
- Paweł Iwanicki – 
  - prezenter w filmie Labrown i Scooby,
  - Groovie,
  - gość w Top Hat,
  - pracownicy prezesa OTV,
  - Narrator w Super Scooby,
  - muzyk
- Jan Kulczycki – Jesse Rotten
- Janusz Wituch – 
  - Jackie Carlson,
  - pies pasterski
- Monika Wierzbicka – dziewczynka
- Maciej Czapski – buldog

Lektor: Roch Siemianowski